# Nosy Sakatia
Nosy Sakatia (île Sakatia), est une île située sur la côte Nord-Ouest de Madagascar, dans le canal du Mozambique. Elle se trouve précisément à l’Ouest de Nosy Be. Elle est surnommée l'île aux orchidées.

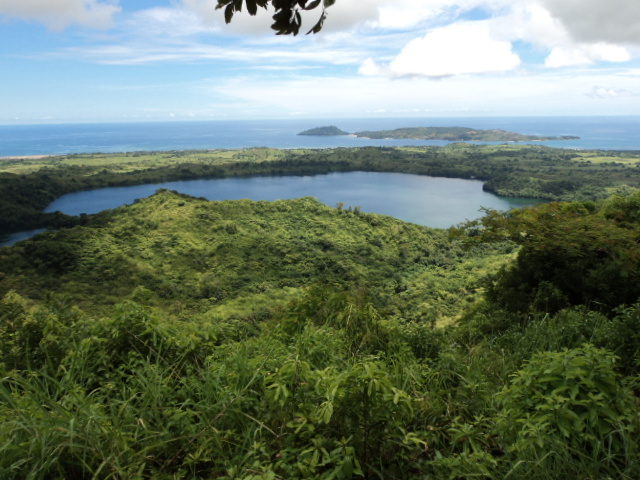
Ile Sakatia

## Géographie

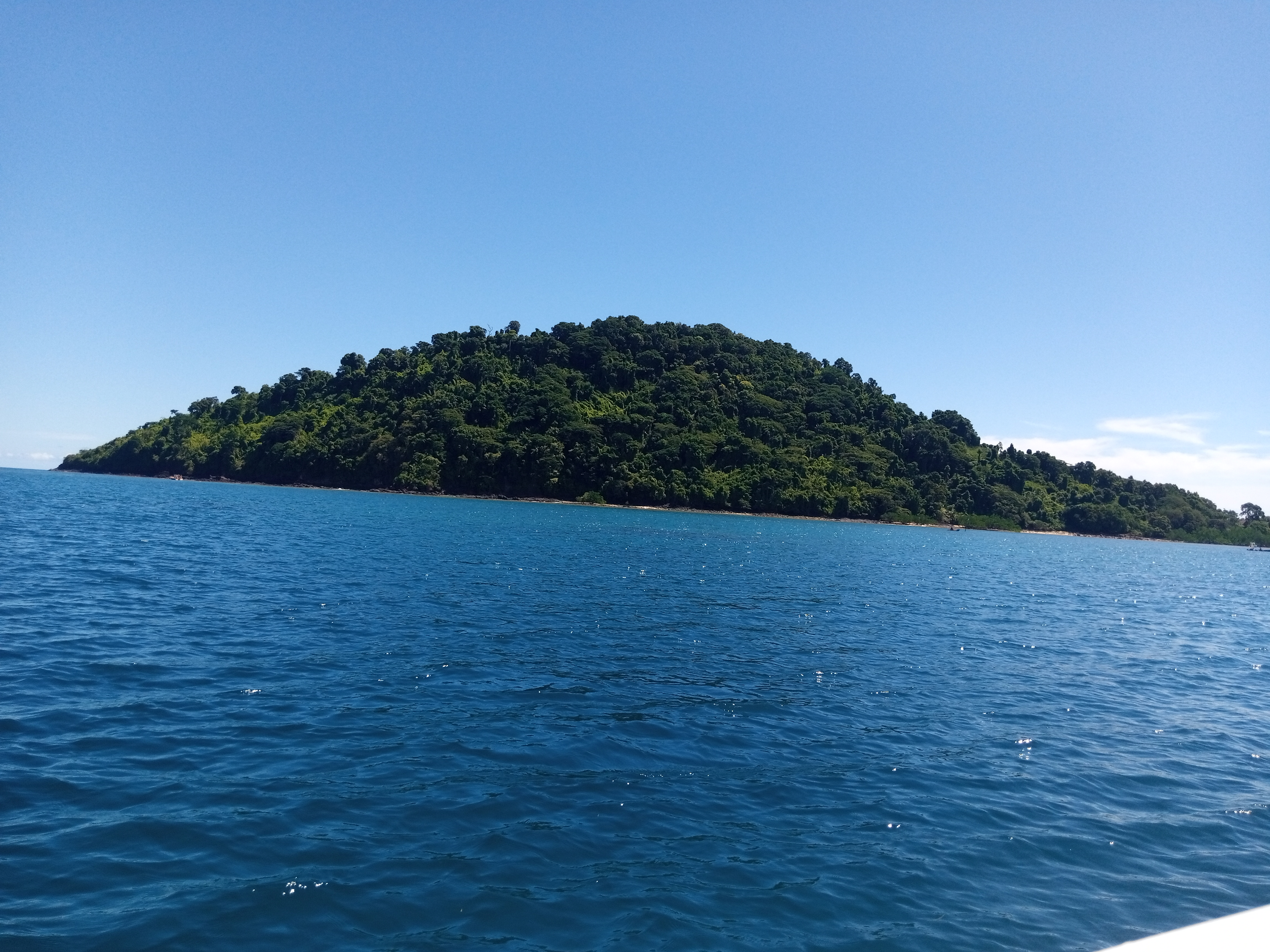
Nosy Sakatia

Nosy Sakatia est un des îlots aux alentours de Nosy Be, plus précisément au large de la côte ouest de Nosy Be, dans le canal de Mozambique. Sur l'île se trouvent trois villages : Ampasindava, Ampasimena et Antanabe. Elle a une longueur de 6 km et une largeur de  2 km. Sa superficie est de 6km2.

## Histoire
Le nom Sakatia est composé de deux mots "saka" (entrave) et "tia"(amour), faisant référence, selon une légende locale, à deux amoureux vivant séparés physiquement par la mer, l'un à Nosy Be, l'autre à Sakatia.